# ورید ژوگولار داخلی
سیاهرگ گردنی درونی یا ورید ژوگولار داخلی (به انگلیسی: Internal jugular vein) یا ورید جوگولار داخلی سیاهرگی است که همراه با شریان کاروتید مشترک (شاهرگ گردن) در گردن طی مسیر می‌کند.
این سیاهرگ که حبل‌الورید نیز نام داشته مهم‌ترین سیاهرگی است که خون بخش‌هایی از مغز، گردن و صورت را جمع‌آوری و به سیاهرگ زیرترقوه‌ای (ساب‌کلاوین) در هر سمت متصل شده و سیاهرگ بازویی‌سری را تشکیل می‌دهند و سپس وارد ورید اجوف فوقانی شده و به دهلیز راست تخلیه می‌شوند.
نام فارسی دو ورید ژوگولار داخلی و خارجی در فارسی از قدیم وِداگ (در فارسی میانه: اوداگ) بوده است. این واژه در عربی به صورت وداج درآمد و در متون فارسی استفاده شد. در فارسی به هرگونه مجرا و رگ در بدن به‌طور کل «اوداگی‌ها» هم می‌گفتند.
سیاهرگ گردنی درونی یک سیاهرگ گردنی جفت است که خون را از مغز و قسمت‌های سطحی صورت و گردن جمع‌آوری می‌کند. این سیاهرگ در غلاف کاروتید همراه با سرخرگ کاروتید مشترک و عصب واگ قرار دارد.
این سیاهرگ از بخش خلفی سوراخ گردنی (ژوگولار)، در پایه جمجمه شروع می‌شود. در مبدأ خود تا حدودی متسع است که به آن پیاز بالایی می‌گویند.
این سیاهرگ همچنین دارای یک تنه مشترک است که شاخه قدامی سیاهرگ پشت‌آرواره‌ای، سیاهرگ چهره‌ای و سیاهرگ زبانی به آن تخلیه می‌شود.
در کنار گردن به صورت عمودی به سمت پایین می‌رود، در یک انتها در خارج سرخرگ کاروتید داخلی و سپس در خارج سرخرگ کاروتید مشترک قرار دارد و در ریشه گردن به سیاهرگ زیرترقوه‌ای می‌پیوندد تا سیاهرگ بازویی‌سری (سیاهرگ بی‌نام) را تشکیل دهد. کمی بالاتر از انتهای آن، دومین اتساع، پیاز تحتانی قرار دارد.
در بالا، بر روی ماهیچه راست کناری سر، پشت سرخرگ کاروتید داخلی و اعصابی که از سوراخ ژوگولار عبور می‌کنند، قرار دارد. در پایین، سیاهرگ و سرخرگ در یک صفحه قرار دارند، اعصاب زبانی حلقی و عصب زیرزبانی از بین آنها به جلو می‌گذرند. عصب واگ بین و پشت سیاهرگ و سرخرگ در یک غلاف (غلاف کاروتید) پایین می‌آید و عصب فرعی به صورت مایل به عقب، سطحی یا عمیق به سیاهرگ می‌رود.
در ریشه گردن، سیاهرگ گردنی درونی راست کمی از سرخرگ کاروتید مشترک فاصله دارد و از قسمت اول سرخرگ زیرترقوه‌ای عبور می‌کند، در حالی که سیاهرگ گردنی درونی چپ معمولاً روی سرخرگ کاروتید مشترک همپوشانی دارد.
سیاهرگ چپ عموماً کوچکتر از راست است و هر کدام شامل یک جفت دریچه هستند که حدود ۲٫۵ سانتی‌متر بالاتر از انتهای رگ وجود دارند.

## تنوع
در ۹ تا ۱۲ درصد از جمعیت غربی، اندازه، شکل یا مسیر سیاهرگ گردنی درونی غیرطبیعی است. انواع شناسایی‌شده شامل سیاهرگ‌هایی که به‌طور قابل توجهی کوچک‌تر یا از نظر عملکردی وجود ندارند، می‌شود. میانگین قطر ۱۰ میلی‌متر است، اما ممکن است بین ۵ تا ۳۵ میلی‌متر متغیر باشد.

## شاخه‌ها
- سینوس پتروزال تحتانی
- سیاهرگ حلقی
- سیاهرگ مشترک صورت
- سیاهرگ زبانی
- سیاهرگ تیروئید فوقانی
- سیاهرگ تیروئید میانی
- سیاهرگ پس‌سری (گاهی)

## اهمیت بالینی
سیاهرگ‌های گردنی نسبتاً سطحی هستند و توسط بافت‌هایی مانند استخوان یا غضروف محافظت نمی‌شوند. این باعث می‌شود که آنها مستعد آسیب شوند. با توجه به حجم زیاد خونی که از طریق سیاهرگ‌های گردنی جریان می‌یابد، آسیب به گردنی‌ها می‌تواند به سرعت باعث از دست دادن خون قابل توجهی شود که در صورت عدم درمان می‌تواند منجر به شوک هیپوولومیک و سپس مرگ شود.

## فشار سیاهرگی گردنی
از آنجایی که یک جفت دریچه بین دهلیز راست قلب و سیاهرگ گردنی داخلی وجود دارد، هنگامی که فشار در دهلیز به اندازه کافی بالا باشد، خون می‌تواند به داخل سیاهرگ گردنی داخلی برگردد. این را می‌توان از بیرون مشاهده کرد و به فرد اجازه می‌دهد تا فشار را در دهلیز تخمین بزند. ضربان مشاهده شده فشار وریدی گردنی یا JVP نامیده می‌شود. این معمولاً با بیمار در ۴۵ درجه مشاهده می‌شود که سر خود را کمی از ناظر دور می‌کند. JVP را می‌توان در تعدادی از شرایط افزایش داد:
- نارسایی بطن راست (نارسایی قلبی)
- تنگی دریچه سه لتی
- نارسایی دریچه سه‌لتی
- تامپوناد قلبی

JVP همچنین می‌تواند به‌طور مصنوعی با اعمال فشار بر روی کبد (رفلاکس هپاتویوگولار) افزایش یابد. از این روش برای مکان‌یابی JVP و تشخیص آن از نبض کاروتید استفاده می‌شود. برخلاف نبض کاروتید، JVP قابل لمس نیست.

## کاتتریزاسیون
از آنجایی که سیاهرگ گردنی داخلی بزرگ، مرکزی و نسبتاً سطحی است، اغلب برای قرار دادن کاتترهای سیاهرگ مرکزی استفاده می‌شود. چنین خطی ممکن است به چندین دلیل وارد شود، مثلاً برای اندازه‌گیری دقیق فشار ورید مرکزی یا برای تجویز مایعات زمانی که یک خط در ورید محیطی نامناسب است (مانند در هنگام احیا زمانی که وریدهای محیطی به سختی پیدا می‌شوند).
از آنجایی که سیاهرگ گردنی داخلی به ندرت در محل خود تغییر می‌کند، یافتن آن آسان‌تر از سایر سیاهرگ‌ها است. با این حال، گاهی اوقات هنگامی که یک خط وارد می‌شود، ژوگولار از دست می‌رود و سایر ساختارها مانند سرخرگ کاروتید، ریه یا عصب واگ (CN X) سوراخ می‌شوند و به این ساختارها آسیب وارد می‌شود.